# Phalaenopsis
Phalaenopsis (Blume, 1825) è un genere di orchidee epifite che comprende oltre settanta specie, il cui areale si estende dall'Asia tropicale e subtropicale all'Australia.
Il nome Phalaenopsis deriva dalle parole greche φάλαινα (phalaina), "falena" e ὄψις (opsis), "dall’aspetto di” e indica la somiglianza del fiore alla forma delle falene.

## Descrizione

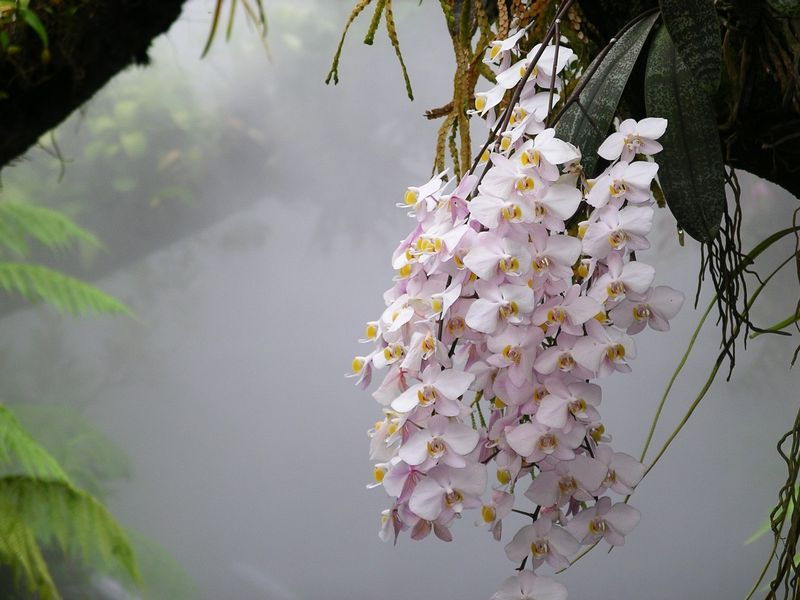
Phalaenopsis philippinensis

Si tratta di piante epifite, ovvero in natura crescono sulla corteccia degli alberi, dalle grandi e carnose foglie e dai fiori multicolori, talvolta di dimensioni notevoli (anche più di 10 cm di diametro), spesso molto duraturi sia sulla pianta che da recisi.
Le Phalaenopsis sono piante a sviluppo monopodiale, ossia presentano un solo "piede" vegetativo. Non sono provviste di pseudobulbi. Possiedono grandi foglie opposte, persistenti, ovali, simmetriche rispetto alla linea longitudinale. Il colore della vegetazione varia a seconda della specie, ma generalmente le foglie sono di colore verde scuro.
I fiori variamente colorati, hanno aspetti molto differenti fra specie e specie ma possono vantare spesso grandi dimensioni e sempre una notevole bellezza esotica. Sono situati lungo gli steli floreali, i quali si sviluppano dal fusto, e crescono in direzione della luce. Questi steli, di lunghezza molto variabile, presentano in genere dagli 8 ai 10 fiori. Dai nodi degli steli possono nascere nuovi "steletti", che risultano essere una vera e propria ramificazione fiorifera secondaria. In alcuni casi se le condizioni sono ideali, sugli steli vengono anche generati i cosiddetti keiki, che sono delle vere e proprie piantine nuove, che con il tempo genereranno foglie e radici proprie.
Le grosse radici aeree, all'apparenza robuste ma in realtà molto delicate, sono biancastre per via dello strato spugnoso che le riveste, detto velamen, il quale cattura l'umidità presente nell'aria e s'impregna d'acqua quando piove. In alcuni casi le radici diventano verdi e per questo motivo si suppone presentino attività fotosintetica, anche se è plausibile supporre invece che in presenza di luce lo strato spugnoso si tinga di questo colore grazie a delle alghe unicellulari formatisi in seguito alle condizioni di luce e umidità costante. Le radici nascono dal fusto e, quando sono in fase di crescita, l'estremità non è ancora provvista di velamen, il quale si genererà via via con l'allungamento della radice stessa.

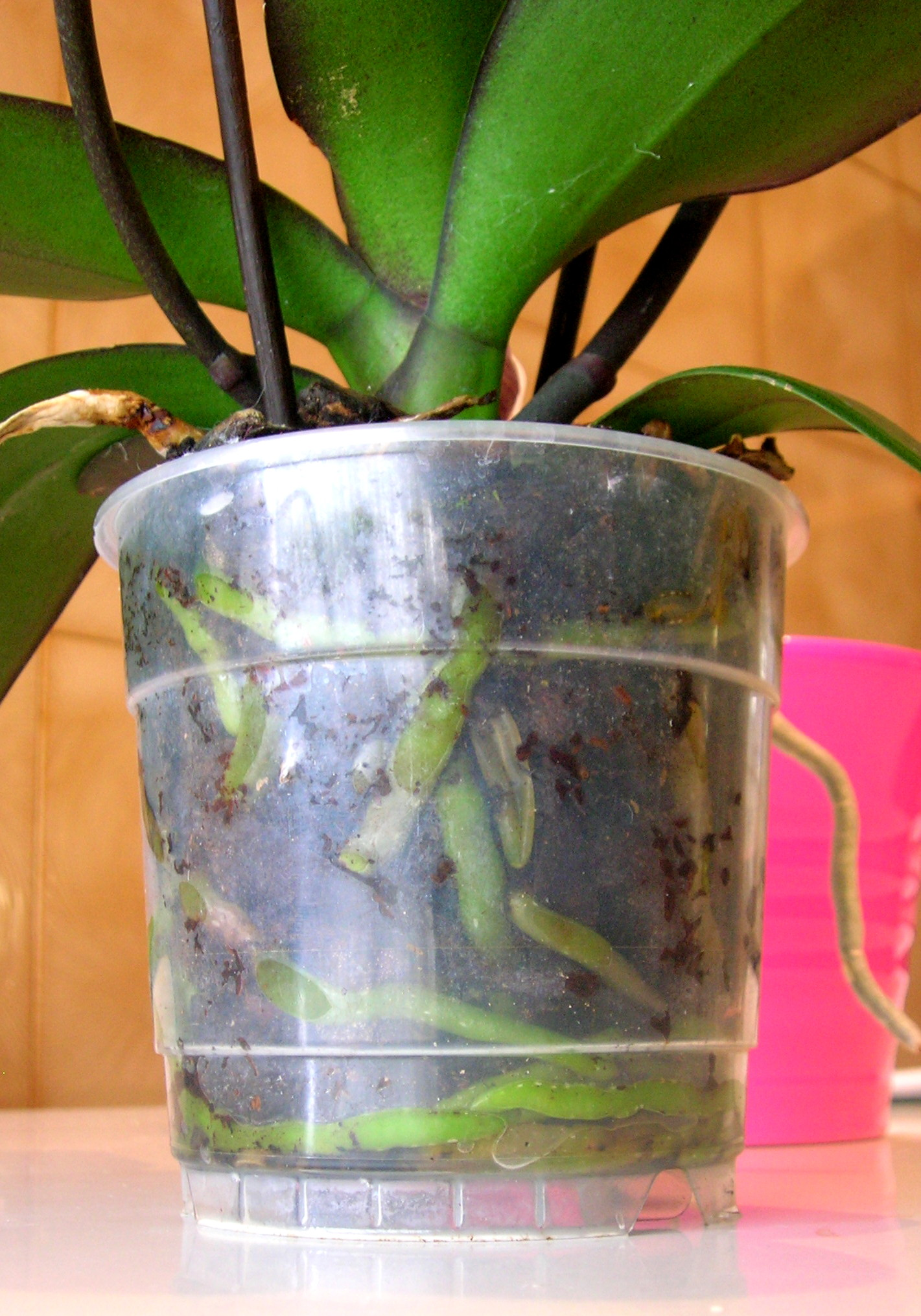
Le radici verdi indicano che la pianta è in buona salute.

## Tassonomia

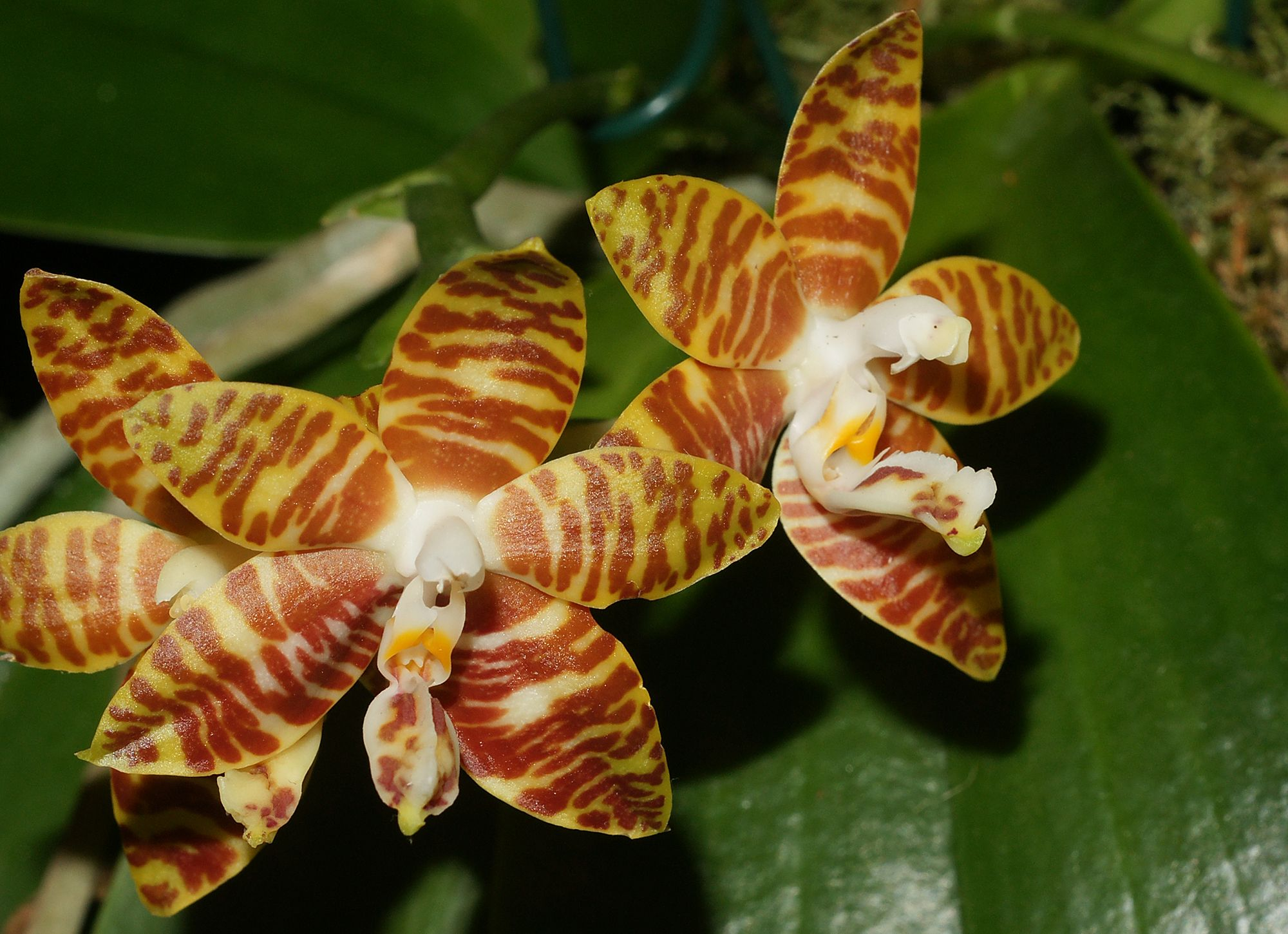
Phalaenopsis amboinensis

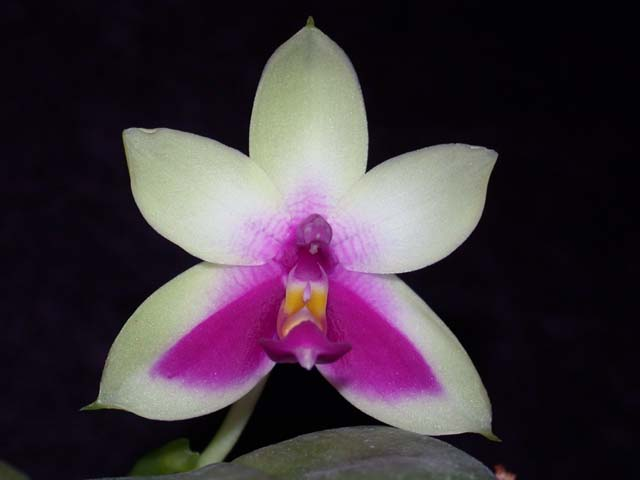
Phalaenopsis bellina

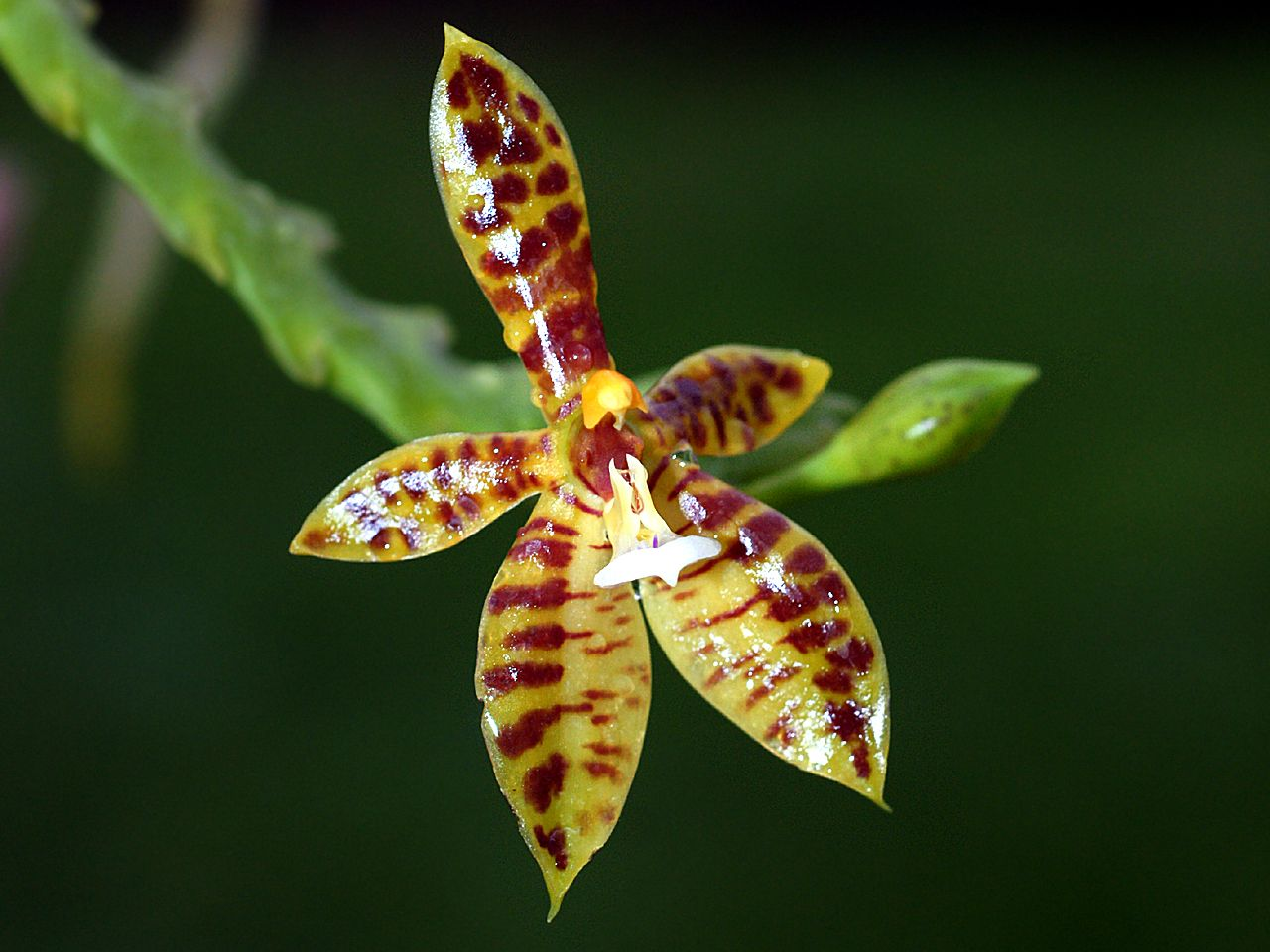
Phalaenopsis cornu-cervi

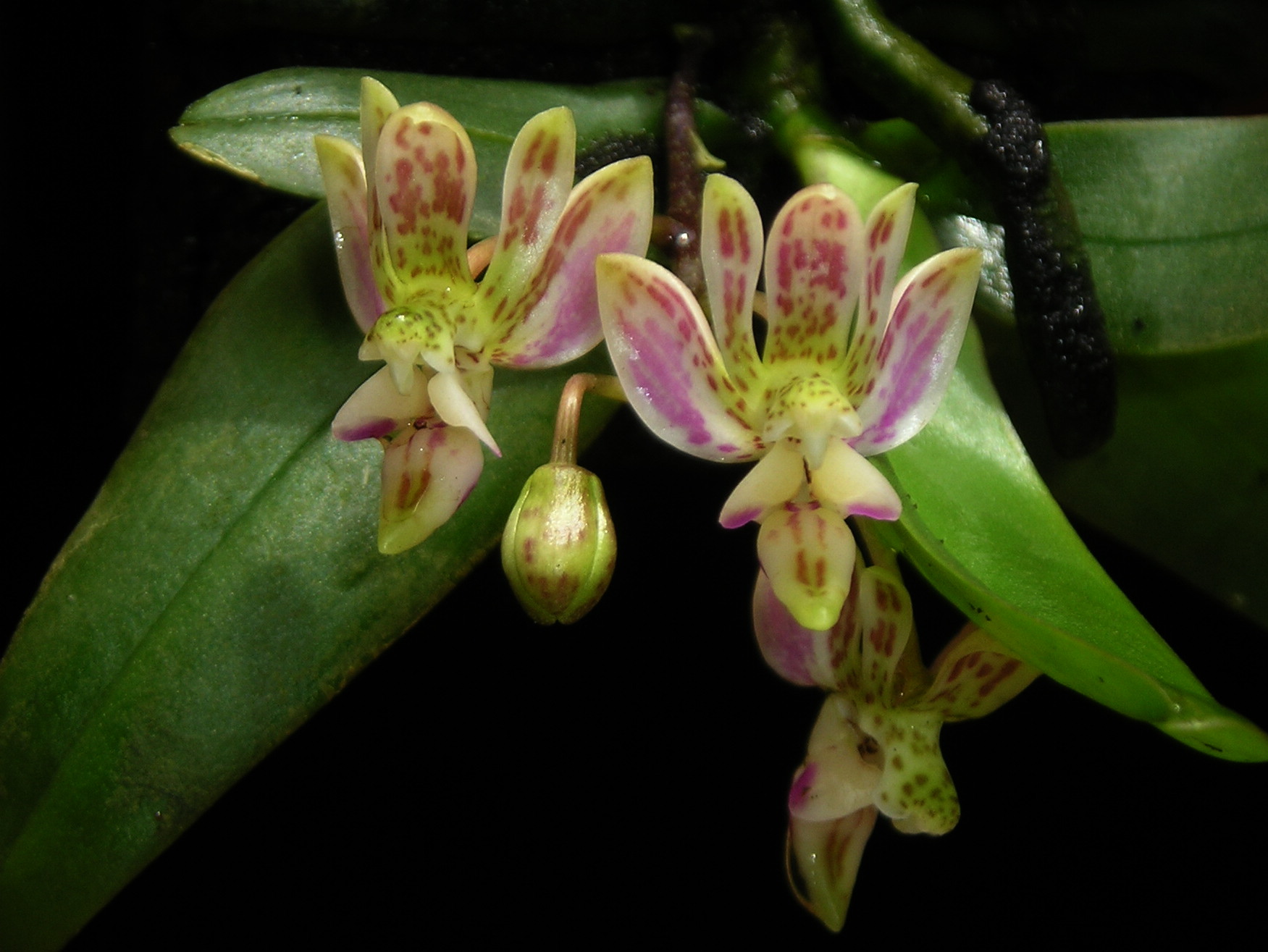
Phalaenopsis finleyi

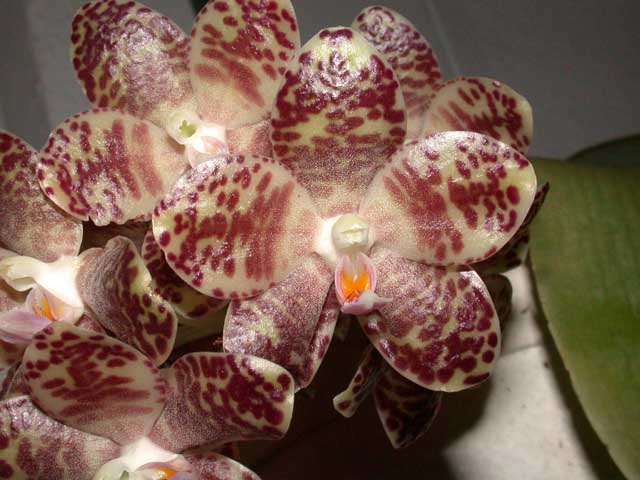
Phalaenopsis gigantea

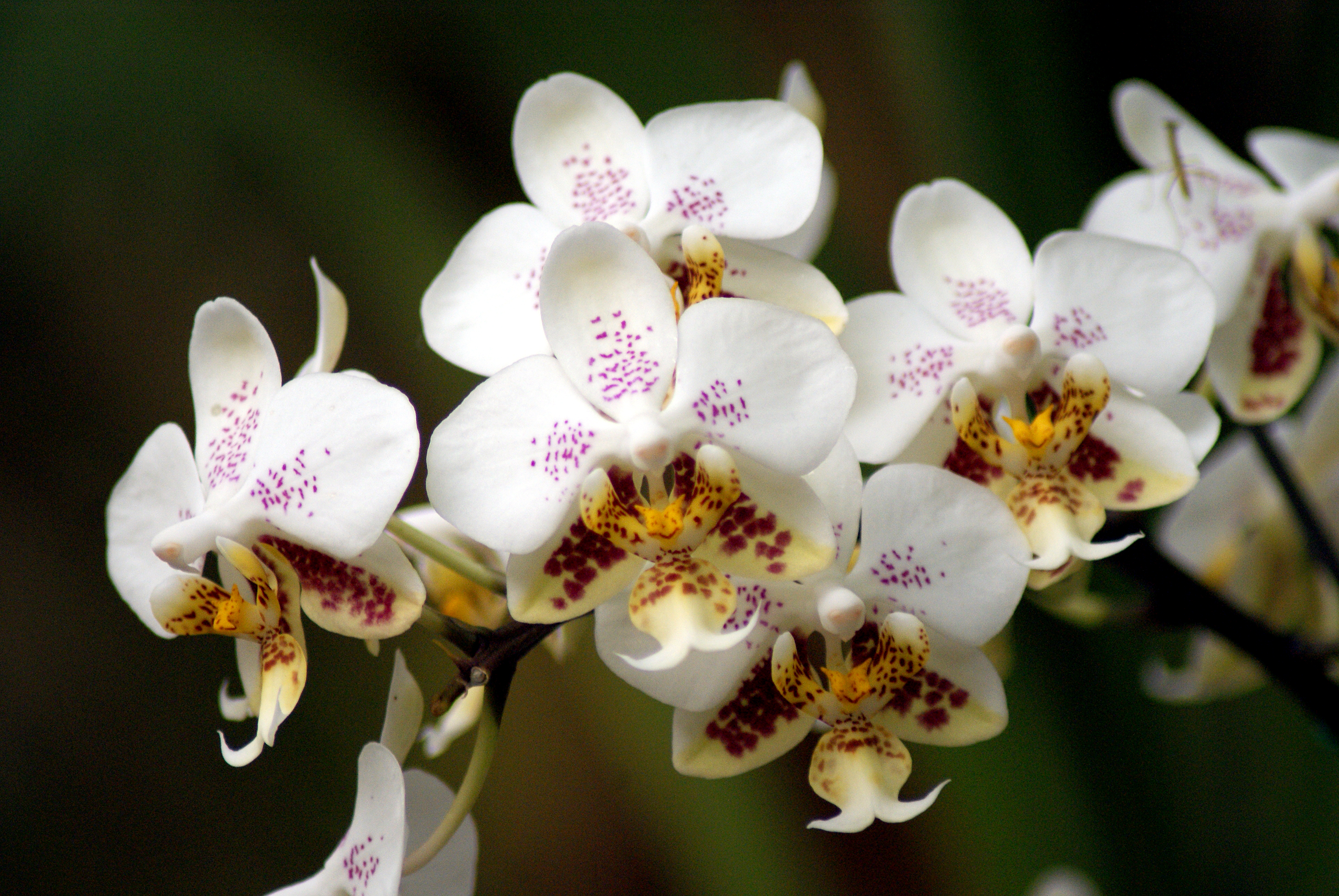
Phalaenopsis stuartiana

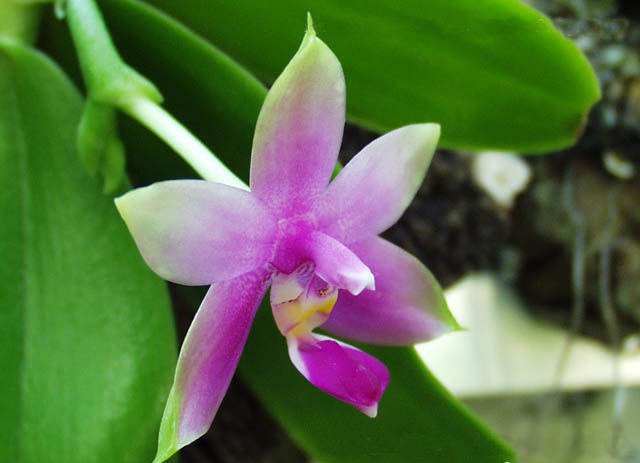
Phalaenopsis violacea

Il genere Phalaenopsis comprende le seguenti specie:
- Phalaenopsis amabilis (L.) Blume
- Phalaenopsis amboinensis J.J.Sm.
- Phalaenopsis aphrodite Rchb.f.
- Phalaenopsis appendiculata Carr
- Phalaenopsis bastianii O.Gruss & Roellke
- Phalaenopsis bellina (Rchb.f.) Christenson
- Phalaenopsis boulbetii (Telepova) J.M.H.Shaw
- Phalaenopsis buyssoniana Rchb.f.
- Phalaenopsis cacharensis (Barbhuiya, B.K.Dutta & Schuit.) Kocyan & Schuit.
- Phalaenopsis celebensis H.R.Sweet
- Phalaenopsis chibae T.Yukawa
- Phalaenopsis cochlearis Holttum
- Phalaenopsis corningiana Rchb.f.
- Phalaenopsis cornu-cervi (Breda) Blume & Rchb.f.
- Phalaenopsis deliciosa Rchb.f.
- Phalaenopsis difformis (Wall. ex Lindl.) Kocyan & Schuit.
- Phalaenopsis doweryensis Garay & Christenson
- Phalaenopsis equestris (Schauer) Rchb.f.
- Phalaenopsis fasciata Rchb.f.
- Phalaenopsis fimbriata J.J.Sm.
- Phalaenopsis finleyi Christenson
- Phalaenopsis floresensis Fowlie
- Phalaenopsis fuscata Rchb.f.
- Phalaenopsis gibbosa H.R.Sweet
- Phalaenopsis gigantea J.J.Sm.
- Phalaenopsis hieroglyphica (Rchb.f.) H.R.Sweet
- Phalaenopsis honghenensis F.Y.Liu
- Phalaenopsis hygrochila J.M.H.Shaw
- Phalaenopsis inscriptiosinensis Fowlie
- Phalaenopsis japonica (Rchb.f.) Kocyan & Schuit.
- Phalaenopsis javanica J.J.Sm.
- Phalaenopsis kapuasensis Metusala & P.O'Byrne
- Phalaenopsis kunstleri Hook.f.
- Phalaenopsis lindenii Loher
- Phalaenopsis lobbii (Rchb.f.) H.R.Sweet
- Phalaenopsis lowii Rchb.f.
- Phalaenopsis lueddemanniana Rchb.f.
- Phalaenopsis luteola Burb. ex Garay, Christenson & O.Gruss
- Phalaenopsis maculata Rchb.f.
- Phalaenopsis malipoensis Z.J.Liu & S.C.Chen
- Phalaenopsis mannii Rchb.f.
- Phalaenopsis mariae Burb.ex R.Warner & H.Williams
- Phalaenopsis marriottiana (Rchb.f.) Kocyan & Schuit.
- Phalaenopsis mentawaiensis O.Gruss
- Phalaenopsis micholitzii Sander ex H.J.Veitch
- Phalaenopsis mirabilis (Seidenf.) Schuit.
- Phalaenopsis modesta J.J.Sm.
- Phalaenopsis mysorensis C.J.Saldanha
- Phalaenopsis natmataungensis (T.Yukawa, Nob.Tanaka & J.Murata) Dalström & Ormerod
- Phalaenopsis pallens (Lindl.) Rchb.f.
- Phalaenopsis pantherina Rchb.f.
- Phalaenopsis parishii Rchb.f.
- Phalaenopsis philippinensis Golamco ex Fowlie & C.Z.Tang
- Phalaenopsis pulcherrima (Lindl.) J.J.Sm.
- Phalaenopsis pulchra (Rchb.f.) H.R.Sweet
- Phalaenopsis reichenbachiana Rchb.f. & Sander
- Phalaenopsis robinsonii J.J.Sm.
- Phalaenopsis rundumensis P.J.Cribb & A.L.Lamb
- Phalaenopsis sanderiana Rchb.f.
- Phalaenopsis schilleriana Rchb.f.
- Phalaenopsis stobartiana Rchb.f.
- Phalaenopsis stuartiana Rchb.f.
- Phalaenopsis subparishii (Z.H.Tsi) Kocyan & Schuit.
- Phalaenopsis sumatrana Korth. & Rchb.f.
- Phalaenopsis taenialis (Lindl.) Christenson & Pradhan
- Phalaenopsis tetraspis Rchb.f.
- Phalaenopsis thailandica O.Gruss & Roeth
- Phalaenopsis tsii (M.H.Li, Z.J.Liu & S.R.Lan) Hua Deng, Z.J.Liu & Yan Wang
- Phalaenopsis ubonensis (O.Gruss) J.M.H.Shaw
- Phalaenopsis venosa Shim & Fowlie
- Phalaenopsis violacea H.Witte
- Phalaenopsis viridis J.J.Sm.
- Phalaenopsis wilsonii Rolfe
- Phalaenopsis yingjiangensis (Z.H.Tsi) Kocyan & Schuit.
- Phalaenopsis zhejiangensis (Z.H.Tsi) Schuit.

### Ibridi
Sono stati descritti i seguenti ibridi:
- Phalaenopsis × amphitrite Kraenzl. (P. sanderiana × P. stuartiana)
- Phalaenopsis × gersenii (Teijsm. & Binn.) Rolfe (P. sumatrana × P. violacea)
- Phalaenopsis × intermedia Lindl. (P. aphrodite × P. equestris)
- Phalaenopsis × leucorrhoda Rchb.f. (P. aphrodite × P. schilleriana)
- Phalaenopsis × lotubela O.Gruss, Cavestro & G.Benk (P. javanica × P.  cornu-cervi)
- Phalaenopsis × rolfeana H.R.Sweet (P. equestris × P. sanderiana)
- Phalaenopsis × singuliflora J.J.Sm. (P. bellina × P. sumatrana)
- Phalaenopsis × valentinii Rchb.f.(P. cornu-cervi × P. violacea)
- Phalaenopsis × veitchiana Rchb.f. (P. equestris × P. schilleriana)

## Coltivazione
Queste orchidacee di solito sono coltivate in serra calda o anche in casa. Crescono molto bene a temperature alte (anche fino a 28 °C, d'estate) con un alto tasso d'umidità (oltre il 65-70%), ma in realtà si abituano anche alle temperature delle nostre abitazioni. Più è alta la temperatura, maggiore deve essere l'umidità dell'aria.
Le Phalaenopsis amano una luce molto intensa, ma schermata, specialmente nelle ore più calde dei giorni estivi, e per tale ragione trovano collocazione, in casa, davanti a una finestra esposta a sud-est o a sud-ovest, con la protezione di una tendina. In serra, a loro vanno riservati gli ambienti meno esposti ai raggi solari, ma comunque molto luminosi. Per verificare che la luce sia sufficiente alla pianta, occorre osservare il colore delle foglie: se diventano di un verde chiaro, o se presentano bruciature ovali, allora occorre aumentare l'ombreggiatura; se invece le foglie diventano troppo scure, e se si indeboliscono afflosciandosi, allora occorre invece dare più luce alla pianta.
L'innaffiatura va effettuata preferibilmente con acqua demineralizzata poiché le radici aeree sono molto sensibili a eccessi di sali. È consigliato innaffiare la mattina, in modo tale che il substrato non rimanga bagnato troppo a lungo. Infatti le Phalaenopsis come tutte le piante epifite soffrono molto i ristagni idrici che provocano la morte delle radici per asfissia con insorgenza di muffe, causando anche la morte della pianta. Essendo le Phalaenopsis piante a crescita rapida che non hanno pseudobulbi per accumulare sostanze nutritive, richiedono di essere fertilizzate. Per quanto riguarda la concimazione ci sono diverse scuole di pensiero. Alcuni sostengono che il concime, preferibilmente specifico per orchidee, vada somministrato appena dopo o contemporaneamente all'innaffiatura con regolarità, circa ogni 15 giorni, fino alla fioritura, diluendo le dosi indicate sulle confezioni, poiché le radici delle Phalaenopsis sono molto sensibili all'eccesso di fertilizzante. Un'altra scuola di pensiero, invece, concima le orchidee ad ogni innaffiatura, con bassissime dosi di concime e senza prima bagnare le radici.
In presenza di ottima illuminazione e buone condizioni di crescita le Phalaenopsis possono fiorire meravigliosamente anche due volte in un anno (in un periodo che varia da specie a specie); la fioritura può durare anche più di quattro settimane. Finita la fioritura, è possibile tagliare gli steli floreali al di sotto dell'ultimo nodo che precede il primo fiore, oppure eliminare completamente lo stelo. Nel primo caso la pianta potrà emettere ramificazioni dal vecchio stelo e produrre fiori numerosi, ma più piccoli. Nel secondo caso invece la pianta provvederà a creare un nuovo stelo che richiede molte più energie alla pianta, ma che sembra assicurare una fioritura più spettacolare e duratura.
Poiché in natura le Phalaenopsis crescono sopra i rami degli alberi, il substrato di coltivazione deve essere leggero e a grossa pezzatura: si può usare la corteccia a scaglie grosse (il bark), o anche il polistirolo, assicurando in ogni modo un grande drenaggio utile a scongiurare pericolosi ristagni idrici. Sono consigliabili vasi con intagli o fori laterali che permettono un'aerazione ideale per le radici. Il rinvaso va eseguito solo se le radici fuoriescono eccessivamente dal vaso o se il substrato di coltivazione risulta particolarmente deteriorato (compatto e friabile) o infetto da muffe o insetti parassiti. Nell'eseguire il rinvaso, occorre sostituire interamente il vecchio substrato stando molto attenti a non danneggiare le radici sane, ma eliminando quelle morte (marroni) con strumenti ben puliti.

### Propagazione

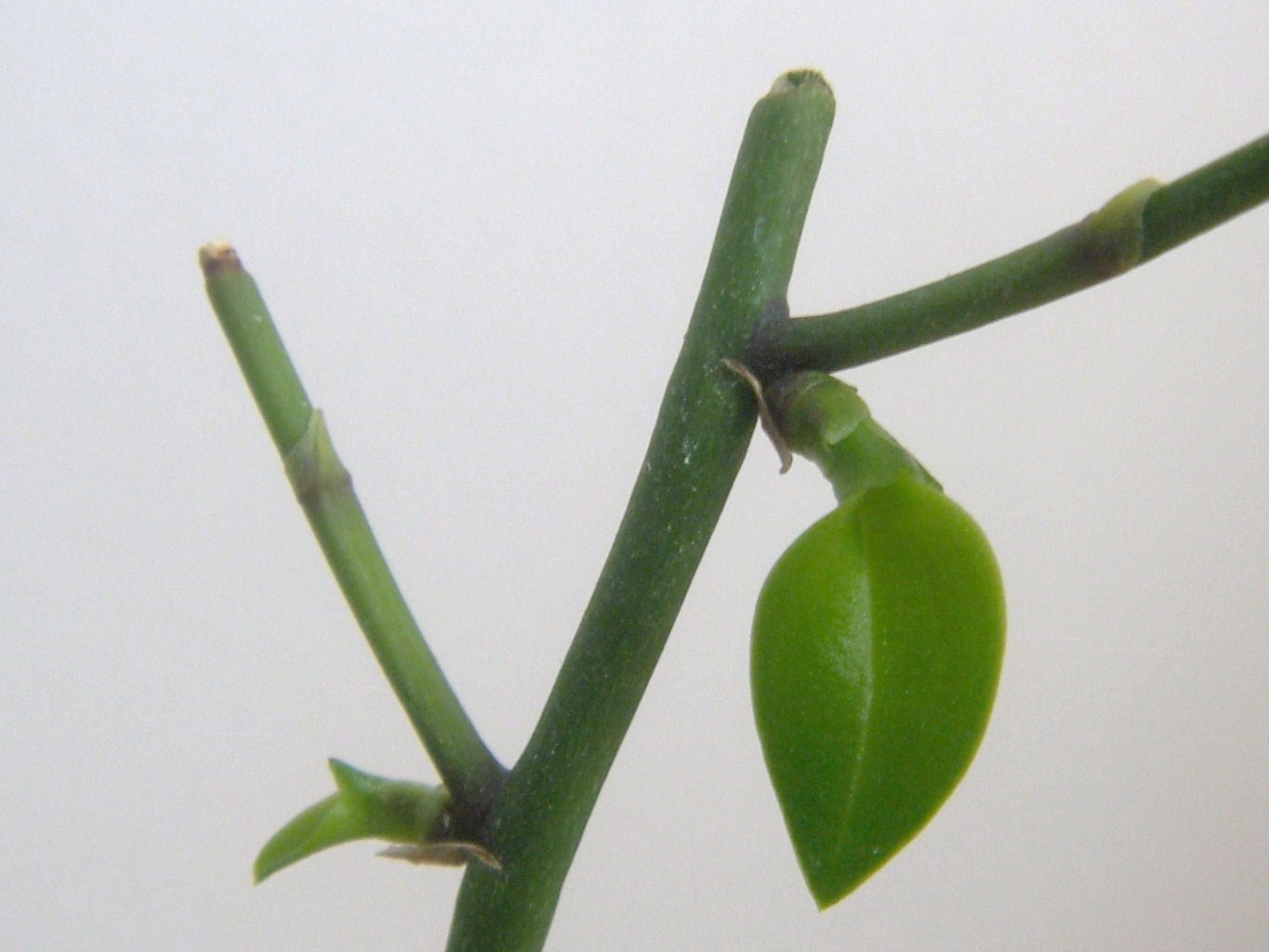
Keiki su stelo di Phalaenopsis equestris

Se ben coltivate le Phalaenopsis danno luogo a nuovi getti lungo il colletto o sugli steli floreali, in corrispondenza dei nodi, dando origine a quelli che sono chiamati keiki, vale a dire una nuova piantina che una volta diventata sufficientemente grande e dotata di numerose radici proprie, può essere staccata dalla pianta madre ed essere rinvasata autonomamente.
La semina di queste orchidee è particolarmente difficile e, sebbene possa essere effettuata con molte precauzioni, richiede comunque tempi lunghi. Le capsule formatesi dopo l'impollinazione del fiore impiegano circa sei mesi a maturare e contengono varie migliaia di piccolissimi semi, che non contengono alcun nutrimento. Le piante aumentano le probabilità di riprodursi aumentando il numero dei semi, ma la buona riuscita della moltiplicazione in natura dipende da un fungo, grazie ad una simbiosi chiamata micorriza, in cui il fungo produce come sostanze di scarto zuccheri e altri composti che vengono utilizzati dalle orchidee neonate per crescere fino alla creazione delle prime radici.
Il miglior metodo per moltiplicare artificialmente le Phalaenopsis tramite semina è seminare in vitro su un terreno di coltura sterile che sia in grado di fornire ai germogli le sostanze di cui hanno bisogno.